# Petra, Baleares
Petra là một đô thị trên đảo Mallorca, thuộc quần đảo Baleares, Tây Ban Nha.